# Nephrotoma laffooni
Nephrotoma laffooni is een tweevleugelige uit de familie langpootmuggen (Tipulidae). De soort komt voor in het Australaziatisch gebied.